# Ciclone do Sri Lanka de 2000
O Ciclone do Sri Lanka de 2000 foi o mais forte ciclone tropical a atingir o Sri Lanka desde 1978. Foi quarta tempestade tropical e a segunda tempestade ciclônica da temporada de ciclones no Índico norte de 2000.